# Mordko Fajerman
Pour les articles homonymes, voir Fajerman.
Mordko Fajerman, né en 1810 à Kałuszyn et mort en 1880 à Varsovie, est un musicien polonais.

## Biographie
Mordko Fajerman naît en 1810 à Kałuszyn.
Il s'installe à Varsovie après l'incendie de Kałuszyn et y gagne sa vie en jouant du cymbalum.
Mordko Fajerman meurt en 1880 à Varsovie.